# Talode Panchnad
Talode Panchnad es una ciudad censal situada en el distrito de Raigad en el estado de Maharashtra (India). Su población es de 14318 habitantes (2011). Se encuentra  a 36 km de Bombay y a 113 km de Pune.

## Demografía
Según el censo de 2011 la población de Talode Panchnad era de 14318 habitantes, de los cuales 7668 eran hombres y 6650 eran mujeres. Talode Panchnad tiene una tasa media de alfabetización del 87,94%, superior a la media estatal del 82,34%: la alfabetización masculina es del 91,98%, y la alfabetización femenina del 83,95%.